# Sebalinói járás
A Sebalinói járás (oroszul Шебалинский район, délajtáj nyelven Шебалин аймак) Oroszország egyik járása az Altaj köztársaságban. Székhelye Sebalino.

A Sebalinói járás az Altaj Köztársaságban

## Népesség
- 2002-ben 14 387 lakosa volt, melyből 7686 orosz  6323 altaj (14 tubalárral, 11 telengittel és 5 cselkánnal együtt) ), 105 kazah stb.
- 2010-ben 13 596 lakosa volt, melyből 6937 orosz, 6155 altaj (29 telengittel, 27 tubalárral és 13 cselkánnal együtt), 103 kazah, 39 ukrán, 29 német, 20 tadzsik.